# Schwertfisch (Sternbild)
Der Schwertfisch oder Dorado ist ein kleines Sternbild am Südhimmel. In ihm liegt der südliche Pol der Ekliptik und die Große Magellansche Wolke.

## Beschreibung

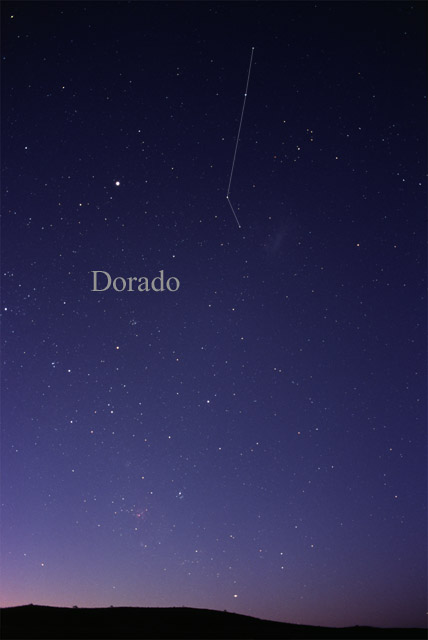
Das Sternbild Dorado, wie es mit dem bloßen Auge gesehen werden kann

Der Schwertfisch ist ein unscheinbares Sternbild, bestehend aus mehreren Sternen, die in einer Linie angeordnet sind. Er kann leicht gefunden werden, da er südwestlich von Canopus liegt, dem zweithellsten Stern am Himmel.
Im Schwertfisch befindet sich der größere Teil der auffälligen Großen Magellanschen Wolke, einem Begleiter unserer Galaxie.
Wegen seiner südlichen Lage kann das Sternbild von Europa aus nicht vollständig gesehen werden. Von der Südspitze Kretas (34°55' N) aus ist der Hauptstern Alpha Doradus theoretisch wenige Tage im Jahr am Südhorizont sichtbar.
Der Himmelssüdpol wandert aufgrund der Präzession in etwa 25.800 Jahren einmal um den Südpol der Ekliptik, der in diesem Sternbild liegt. Der Himmelssüdpol bleibt somit immer in der Nähe dieses Sternbildes, weil er es im Laufe der Jahrtausende umkreist. Deshalb wird Dorado im Gegensatz zu vielen anderen Südsternbildern, wie z. B. Kreuz des Südens, Tukan oder Pfau auch in Jahrtausenden nicht in Europa aufgehen.

## Geschichte
Der Schwertfisch ist eines der zwölf Sternbilder, die Ende des 16. Jahrhunderts von den niederländischen Seefahrern Pieter Dirkszoon Keyser und Frederick de Houtman eingeführt wurden. Ursprünglich hieß das Sternbild „Goldfisch“ und war auf einem mittlerweile verschollenen niederländischen Himmelsglobus abgebildet. Johann Bayer übernahm es in seinen 1603 erschienenen Himmelsatlas Uranometria.
Im 17. und 18. Jahrhundert war das Sternbild auch unter dem Namen Xiphias bekannt.

## Himmelsobjekte

### Sterne
Wegen der südlichen Lage haben die Sterne keine Flamsteed-Bezeichner. Der hellste Stern ist das Doppelsternsystem Alpha Doradus, das ungefähr 170 Lichtjahre entfernt ist und dessen Helligkeit zwischen etwa 3,26m und 3,30m schwankt.
| B   | Namen o. andere Bezeichnungen | Größe           | Lj    | Spektralklasse             |
| --- | ----------------------------- | --------------- | ----- | -------------------------- |
| α   |                               | 3,26m bis 3,30m | 170   |                            |
| β   |                               | 3,5m bis 4,1m   | 1110  | F8/G0 Ib                   |
| γ   |                               | 4,26m           | 70    | F3 V                       |
| δ   |                               | 4,34m           |       |                            |
| 400 | HR 2102                       | 4,65m           |       |                            |
| ζ   |                               | 4,71m           |       |                            |
| θ   |                               | 4,81m           |       |                            |
| η2  |                               | 5,01m           |       |                            |
| ν   |                               | 5,06m           |       |                            |
| ε   |                               | 5,10m           |       |                            |
| λ   |                               | 5,14m           |       |                            |
| κ   |                               | 5,28m           |       |                            |
| G   |                               | 5,34m           |       |                            |
| π2  |                               | 5,37m           |       |                            |
| π1  |                               | 5,56m           |       |                            |
| η1  |                               | 5,72m           |       |                            |
| 400 | AB Doradus                    | 6,93m           | 48,74 | K2 Vk + M5 V + M5.5 V + M8 |

### Veränderliche Sterne
| Stern | Größe         | Periode                                                | Typ                      |
| ----- | ------------- | ------------------------------------------------------ | ------------------------ |
| β     | 3,5m bis 4,1m | 9,842 Tage                                             | Cepheid                  |
| γ     | 4,25m         | zwei sinusförmige Änderungen mit 17,6 und 18,2 Stunden | Gamma Doradus (Prototyp) |

Beta Doradus ist ein veränderlicher Stern vom Typ der Cepheiden. Seine Helligkeit verändert sich mit einer Periode 9,842 Tagen. Er ist trotz einer großen Entfernung von etwa 1.110 Lichtjahren mit bloßem Auge gut wahrnehmbar. Damit ist er ein recht leuchtkräftiger Stern.
Gamma Doradus (Gamma Doradus, HR 1338) ist der Prototyp für veränderliche Sterne, deren Helligkeit durch nicht-radiale Pulsationen der Oberfläche schwankt und die als Gamma-Doradus-Sterne bezeichnet werden. Zusätzlich zeigt er einige unerklärliche Fluktuationen seiner Helligkeit.

### NGC und sonstige Objekte
| NGC  | sonstige | Größe | Typ                 | Name                     |
| ---- | -------- | ----- | ------------------- | ------------------------ |
|      | LMC      | 5m    | Galaxie             | Große Magellansche Wolke |
| 1549 |          | 9,8m  | Galaxie             |                          |
| 1553 |          | 9,4m  | Galaxie             |                          |
| 1566 |          | 9,7m  | Galaxie             |                          |
| 1672 |          | 9,7m  | Galaxie             |                          |
| 1755 |          |       | Kugelsternhaufen    |                          |
| 1763 |          |       | Emissionsnebel      |                          |
| 1820 |          |       | Offener Sternhaufen |                          |
| 1850 |          |       | Kugelsternhaufen    |                          |
| 1854 |          |       | Kugelsternhaufen    |                          |
| 1866 |          | 9,7m  | Kugelsternhaufen    |                          |
| 1869 |          |       | Offener Sternhaufen |                          |
| 1901 |          |       | Offener Sternhaufen |                          |
| 1910 |          |       | Offener Sternhaufen |                          |
| 1936 |          |       | Emissionsnebel      |                          |
| 1978 |          |       | Offener Sternhaufen |                          |
| 2002 |          |       | Offener Sternhaufen |                          |
| 2027 |          |       | Offener Sternhaufen |                          |
| 2032 |          |       | Emissionsnebel      |                          |
| 2070 |          | 5,4m  | Emissionsnebel      | Tarantelnebel            |
| 2157 |          |       | Offener Sternhaufen |                          |
| 2164 |          |       | Kugelsternhaufen    |                          |
|      | N44      |       | Emissionsnebel      |                          |
|      | N159     |       | H-II-Gebiet         |                          |

### Große Magellansche Wolke
Die Große Magellansche Wolke (englisch: Large Magellan Cloud, LMC) ist das hellste und größte neblige Objekt am Nachthimmel. Sie besitzt eine Ausdehnung von 5° mal 6°. Es handelt sich um eine kleinere Begleitgalaxie unserer Milchstraße in ca. 163.000 Lichtjahren Entfernung. In ihr befinden sich mehrere Sternhaufen und Nebel, die bereits mit kleinen Teleskopen beobachtet werden können. Im Jahre 1987 flammte dort eine Supernova auf, sie war die erdnächste seit 383 Jahren.
Der 30-Doradus-Komplex (NGC 2070, Tarantelnebel) ist ein Emissionsnebel in der Großen Magellanschen Wolke und somit ebenfalls 163.000 Lichtjahre entfernt. Er ist ein Gebiet aktiver Sternentstehung und besitzt die 5000-Fache Leuchtkraft des Orionnebels und ist das größte bekannte Objekt seiner Art im Universum. Im kleineren Fernrohr ist er als nebliges Fleckchen erkennbar. In größeren Instrumenten werden Strukturen sichtbar, die an eine Spinne erinnern und dem Nebel seinen Namen gaben. Er enthält große Sternhaufen wie R136 und Hodge 301, die den Gasnebel von innen beleuchten. R136a1 im Haufen R136 ist der hellste und massereichste aller als stabil bekannten Sterne. 
Im Sternbild Schwertfisch befinden sich darüber hinaus die viel weiter entfernten Galaxien NGC 1549, NGC 1553, NGC 1566 und NGC 1672.